# Мерксхајм (Нае)
Мерксхајм (њем. Merxheim) град је у њемачкој савезној држави Рајна-Палатинат. Једно је од 119 општинских средишта округа Бад Кројцнах. Према процјени из 2010. у граду је живјело 1.429 становника. Посједује регионалну шифру (AGS) 7133066.

## Географски и демографски подаци
Мерксхајм се налази у савезној држави Рајна-Палатинат у округу Бад Кројцнах. Град се налази на надморској висини од 172 метра. Површина општине износи 17,0 km². У самом граду је, према процјени из 2010. године, живјело 1.429 становника. Просјечна густина становништва износи 84 становника/km².

## Међународна сарадња
| Мјесто    | Држава    | Врста сарадње | Од    |
| --------- | --------- | ------------- | ----- |
| Мерксхајм | Француска | партнерство   | 1973. |
| Извор     |           |               |       |